# 9ff
La 9ff era un'azienda specializzata di componenti e nell'elaborazione di autovetture fabbricate dalla Porsche. L'industria ha sede presso Dortmund  ed è stata fondata nel 2001 da Jan Fatthauer. L'azienda ha dichiarato bancarotta il 6 settembre 2013

## Prodotti

### 9ff GT9
Presso il salone automobilistico di Essen del 2007 la 9ff ha presentato una propria versione della Porsche 997 GT3, denominata GT9. L'intera vettura è stata riconfigurata per poter raggiungere la velocità di 410 km/h. La carrozzeria è stata ricostruita impiegando fibra di carbonio e pannelli in kevlar. Ciò ha permesso di portare il peso complessivo a 1375 kg, 70 kg in meno rispetto alla GT3. Il collettore di aspirazione è stato costruito in oro per permettere un miglior raffreddamento dell'aria indirizzata verso l'unità propulsiva. Le sospensioni posteriori sono state modificate adottando una configurazione push-rod. I freni sono stati aggiornati con nuovi dischi carboceramici in tandem con un sistema ABS. Il propulsore 4.0, che è stato spostato in posizione centrale, è stato potenziato con l'inserimento di due turbocompressori, grazie ai quali il motore è in grado di generare 987 cv. Esso viene gestito da un cambio a sei marce. Con questa configurazione, la GT9 è in grado di accelerare da 0 a 300 km/h in 17,6 secondi, 0,6 secondi in meno rispetto alla Bugatti Veyron. La velocità effettiva è stata stabilita sui 409 km/h, punta massima che l'ha resa per un certo periodo la vettura stradale più veloce del mondo.
Di questo modello è stata presentata una versione aggiornata nel 2008. Essa, denominata R, implementa lo stesso propulsore 4.0 potenziato però a 1240 cv e un impianto di scarico con terminali laterali. L'accelerazione da 0 a 300 km/h in 16 secondi.
Presso il salone di Essen del 2009 è stata mostrata la versione da competizione della GT9, denominata GT9-CS. Costruita in un unico esemplare, la CS è equipaggiata con un roll-cage realizzato secondo la normativa FIA e un propulsore da 750 cv.

### 9ff Speed9
Nel 2009 la 9ff ha presentato una propria versione della Porsche 997 Turbo. Il modello coupé è stato convertito in versione speedster, riprendendo le precedenti versioni speedster dei modelli 356, 911 e 964. L'intera linea del design è stata potenziata con l'aggiunta di un nuovo kit aerodinamico, mentre il propulsore, gestito da un cambio Tiptronic, bi-turbo è stato elaborato fino a raggiungere la potenza di 650 cv con coppia di 810 Nm. Ciò è stato possibile con l'inserimento di turbocompressori 9ff F650 VTG, di un catalizzatore sportivo, di collettori di scarico in acciaio inox e di un nuovo ECU rimappato. L'impianto frenante è costituito da freni a disco da 380 mm con pinze a sei pistoncini. Gli interni includono dei sedili sportivi e sono realizzati in materiale ultraleggero.

### 9ff BT-2
Nel 2009, la 9ff ha realizzato la BT-2 impiegando come base la Porsche 911 GT2. Il propulsore è stato elaborato fino ad ottenere la potenza di 850 cv e 920 Nm di coppia. Ciò permette un'accelerazione da 0 a 100 km/h in 3 secondi ed una velocità massima di 386 km/h. L'aerodinamica è stata migliorata con un nuovo pacchetto aerodinamico dotato di numerosi componenti in carbonio. Tra di essi, vi è un doppio spoiler anteriore che riesce a creare una deportanza pari a 70 e 90 kg alla velocità di 250 km/h.